# Piano regolatore generale intercomunale
Il Piano regolatore generale intercomunale (P.R.G.I.) è, nell'ordinamento italiano, uno strumento normativo che regola l'attività edificatoria in un'area sulla quale insistono più territori appartenenti a comuni diversi.
Sostanzialmente consiste in un Piano regolatore generale redatto da più comuni, che vi partecipano in maniera congiunta. Può essere richiesto anche da enti sovracomunali (Provincia o Regione) o dai singoli Comuni.

## Disciplina normativa
La legge 17 agosto 1942, n. 1150 disciplinava forme insediative che si prestavano male ad essere regolate da un semplice Piano regolatore generale, ad esempio le cosiddette conurbazioni.
La disciplina normativa del 1942 regolava le seguenti materie:
- Finalità: Gestione dell'assetto del territorio in presenza di conurbazioni e di problemi di portata sovracomunale
- Limiti Spaziali: coincidono con il territorio corrispondente alla sommatoria dei confini comunali
- Cogenza: facoltativo
- Durata temporale: non è soggetto a scadenza, valido a tempo indeterminato
- Contenuti: non differiscono da quelli del PRG
  - rete principale delle infrastrutture
  - zonizzazione del territorio comunale
  - indicazione degli spazi destinati a spazi d'uso pubblico
  - indicazione delle aree destinate a fabbricati d'uso pubblico

## Caratteristiche degli elaborati
Non differiscono da quelli del Piano regolatore generale.
- 1. Piano di inquadramento territoriale, illustra dove ci troviamo, scala 1:50000
- 2. Stralcio di PTC (Piano territoriale di coordinamento), scala 1:25000
- 3. Descrizione dello stato attuale, scala 1:25000
- 4. Progetto di PRG, il PRG è una sorta di progetto architettonico a scala urbana e diventa poi legge. Comprende:
  - Piano di viabilità, scala 1:5000
  - Piano di azzonamento, zonizzazione, scala 1:5000
- 5. Tavola di delimitazione e computo aree (residenze, attività produttive ed aree ad uso pubblico), scala 1:5000
- 6. Tavola dei Piani attuativi, localizzano le aree oggetto di strumenti attuativi.
- 7. Edilizia scolastica oggetto del D.M. del 1975, scala 1:5000
- 8. Norme tecniche di attuazione, consentono la specificazione e il dettaglio della zonizzazione
- 9. Relazione tecnica illustrativa
- 10. Stima sommaria dei costi, non prevista dalla legge

Dal 1968 con il D.M. n° 1444 ho altre due tavole:
- 11. Zone omogenee oggetto della zonizzazione, perimetrate ed evidenziate
- 12. Verifica del rispetto degli standard urbanistici.

## Procedura per l'entrata in vigore
Ha avvio con la redazione dello strumento dalla regione o dai comuni. La regione individua un comune guida chiamato a gestire la procedura mantenendo i rapporti con la regione stessa. Il Comune Guida redige lo strumento e, tramite delibera consiliare, lo adotta e lo trasmette agli altri comuni interessati.

La procedura risulta poi uguale a quella di un normale Piano regolatore generale: viene pubblicato mediante affissione all'albo pretorio per 30 giorni, per questi 30 giorni e per i successivi 30 giorni chiunque può fare delle osservazioni che sono un contributo che singoli o associazioni possono dare per perfezionare il piano adottato. Si avvia successivamente la fase delle controdeduzioni terminante con un successivi rigetto e accoglimento.
I comuni lo ritrasmettono al comune guida che a sua volta lo presenterà alla in Regione. La giunta regionale può:
- approvare il piano;
- non approvare il piano e  ritrasmetterlo al comune;
- apportare modifiche sostanziali, che il comune deve recepire;
- apportare modifiche non sostanziali e approvare il piano;

Il piano entra in vigore con la pubblicazione sul Bollettino ufficiale regionale il giorno dopo l'approvazione.

## Problemi applicativi pratici del P.R.G.I.
Spesso nell'attuazione del piano si riscontrano diversi problemi: ogni singolo comune, essendo sovrano sul proprio territorio, ha infatti diritto di veto. Il limite principale del P.R.G.I è il non far capo ad alcuna entità amministrativa propria, quindi non si può imporre automaticamente con valore cogente ai comuni interessati. Non ne sono stati redatti molti, è ancora oggi previsto dalla legge ma ormai nella prassi viene poco utilizzato.